# Васильев, Лев Константинович
Лев Константинович Васильев — советский хозяйственный и политический деятель.

## Биография
Родился в 1933 году в Лисках. Член КПСС.
Окончил Бакинское военно-морское училище, Воронежский инженерно-строительный институт.
В 1959—1986 гг. — мастер в тресте «Липецкстрой», инженерный и руководящий работник строительной отрасли Липецкой области, начальник управления «Главлипецкстрой».
За скоростное строительство, досрочное освоение проектной мощности и достижение высоких технико-экономических показателей доменной печи № 6 НЛМЗ был в составе коллектива удостоен Государственной премии СССР в области науки и техники 1981 года.
Делегат XXVI съезда КПСС.
В 1986—1991 гг. — начальник Главного управления по строительству предприятий чёрной металлургии Министерства чёрной металлургии СССР, заместитель начальника Главного управления по строительству объектов металлургии и машиностроения Госстроя СССР.
После 1991 года — руководитель строительства промышленных предприятий в Дургапуре (Индия), Чаплыгине, Туле, Железногорске, Липецке.
Почётный гражданин Липецкой области (2022).
Живёт в Липецке.

## Награды
- Орден Ленина
- Орден Трудового Красного Знамени